# Mäder
Mäder là một đô thị thuộc huyện district of Feldkirch, Vorarlberg, Áo. Đô thị Mäder có diện tích 3,43 km², dân số thời điểm năm 2006 là 3330 người.